# Carte verte (golf)
Pour les articles homonymes, voir carte verte.
En France, la carte verte atteste de la capacité des joueurs de golf licenciés non classés ou ayant un index supérieur à 35,4, à jouer 9 trous dans une partie de 3 balles, rapidement, dans le calme, de façon courtoise et en toute sécurité. La carte verte ouvre l'accès à la plupart des parcours de golf.